# 1208 Troilus
1208 Troilus este o planetă minoră (asteroid), cu un diametru de 100,477 km, din Asteroid troian al lui Jupiter. A fost descoperită pe 31 decembrie 1931 la Observatorul Königstuhl de Karl Wilhelm Reinmuth și a fost numită după Troilus⁠(d). 
Obiectul prezintă o orbită caracterizată de o semiaxă mare de 5,2508601 UAi, o excentricitate de 0,0918, o înclinație de 33,56102 ° în raport cu ecliptica.